# Chad en los Juegos Olímpicos de Londres 2012
Chad estuvo representado en los Juegos Olímpicos de Londres 2012 por dos deportistas femeninas que compitieron en dos deportes.
La portadora de la bandera en la ceremonia de apertura fue la yudoca Carine Ngarlemdana. El equipo olímpico chadiano no obtuvo ninguna medalla en estos Juegos.